# Emiliano Buale Borikó
Emiliano Buale Borikó (zm. 8 maja 2014) – polityk i pisarz z Gwinei Równikowej.
Pochodził z grupy etnicznej Bubi, związany był ze środowiskami domagającymi się samostanowienia Bioko, wskazując, że jedyną rzeczą, która łączy wyspę z kontynentalną częścią kraju jest dzielący je ocean. Pełnił funkcję ministra w autonomicznym rządzie Gwinei Hiszpańskiej. Przeciwnik polityczny prezydenta Macíasa Nguemy, został zmuszony do emigracji. Osiadł w Hiszpanii. Po obaleniu Macíasa Nguemy (1979) powrócił do kraju, wszedł w skład nowych władz. W rządzie odpowiadał najpierw za politykę rolną (marzec 1981-październik 1982), następnie zaś był ministrem zdrowia (październik 1982 – sierpień 1983). Ostatecznie popadł w niełaskę, ponownie wyemigrował, stając się jednym z działaczy emigracyjnej opozycji wobec rządów prezydenta Obianga Nguemy Mbasogo. Zmarł w Cervera del Maestre. Opublikował szereg książek, w tym Guinea Ecuatorial: Las aspiraciones bubis al autogobierno (1988) oraz El laberinto guineano (1989).